# Labské pískovce
Labské pískovce este o arie protejată (arie de protecție specială avifaunistică — SPA) din Republica Cehă întinsă pe o suprafață de 35.487,18 ha, integral pe uscat.

## Localizare
Centrul sitului Labské pískovce este situat la coordonatele 50°52′41″N 14°16′05″E / 50.878056°N 14.268056°E.

## Înființare
Situl Labské pískovce a fost declarat arie de protecție specială avifaunistică în decembrie 2004 pentru a proteja 4 specii de animale.

## Biodiversitate
Situată în ecoregiunea continentală, aria protejată nu include niciun habitat protejat.
La baza desemnării sitului se află mai multe specii protejate de  păsări (4): buha (Bubo bubo), cristeiul de câmp (Crex crex), ciocănitoare neagră (Dryocopus martius), șoim călător (Falco peregrinus).